# 保罗·儒道夫
保罗·儒道夫（德語：Paul Rudolph，1858年—1935年），德国光学设计家。1858年生于德国图琳伽镇（Thuringia）。1884年毕业于耶拿大学。1886年被聘为德国蔡司公司的光学设计师, 后升为光学设计部主任。保罗·儒道夫对光学镜头有重要贡献，设计出著名的普拉纳镜头和天塞镜头，沿用至今已百余年。

## 儒道夫设计的镜头

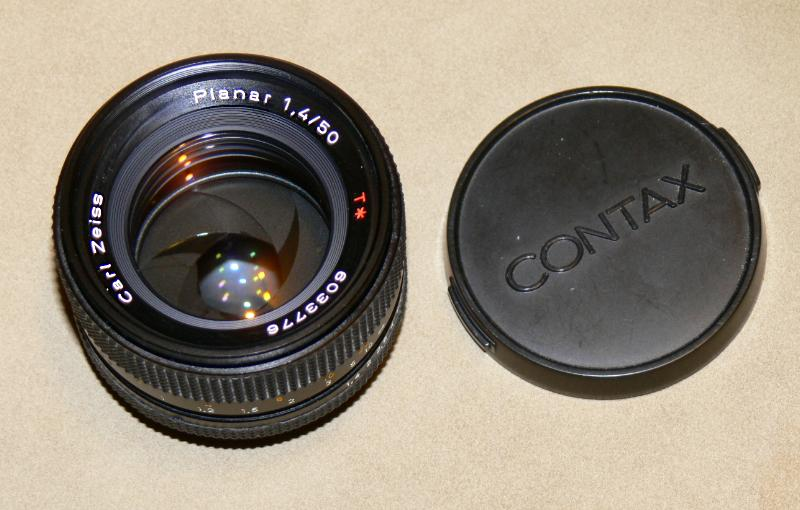
50毫米 F1.4 普拉纳镜头

- 1890年设计四片二组蔡司正光镜（Zeiss Anastigat），其中前后二组都是胶合双镜组
- 1896年设计普拉纳镜头（PLANAR）。儒道夫设计的普拉纳镜头是六片四组的全对称高斯式镜头, f/4.5，今日普拉纳镜头吸收他人的修改已達到 f/1.2以上。
- 1899年儒道夫发现有时候将胶合双镜组分开效果更好,于是将四片二组蔡司正光镜拆成四片四组蔡司乌那镜头（Unar）。

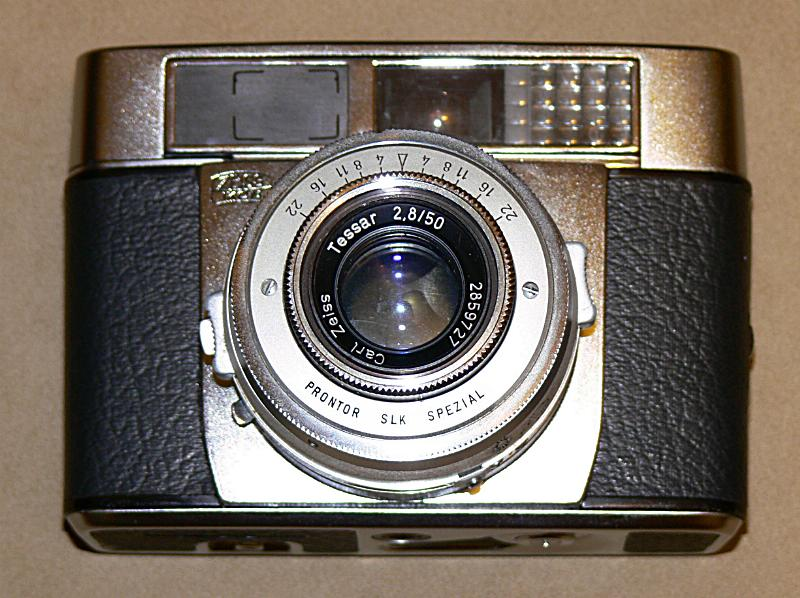
蔡司 照相机的50毫米 F/2.8 天塞镜头

- 1902年儒道夫发现将乌那镜头的后面二镜片变回胶合双镜组，效果比乌那镜头更好，取名Tessar，来自希腊文τέσσερα，“四”字。天塞镜头至今已有百余年的历史。保罗·儒道夫最初设计的天塞镜头只有 f/6.3。 到1930年蔡司公司光学设计家恩斯特·万德斯莱布和威利·墨尔特利用含稀土元素镧的光学玻璃制出了 f/3.5 和 f/2.8 的天塞镜头。
- 1918年設計Plasmat f/4.5鏡頭，雖然也是六片四組但與普拉納結構不同，因為優異的表現至今仍運用在大畫幅以及放大機使用。
- 1922年設計Kino-Plasmat鏡頭，將Plasmat結構提升至f/2光圈，並在1927年再提升為f/1.5光圈。
- 1926年設計Makro-Plasmat鏡頭，屬於六片五組不對稱設計。
- 1931年設計Kleinbild-Plasmat鏡頭，屬於Makro-Plasmat的變化設計。